# Mats Bergman
Mats Bergman (født 5. maj 1948 i Göteborg) er en svensk skuespiller.
Bergman, der er søn af Ingmar Bergman, blev uddannet fra Teaterhögskolan i Stockholm i 1971. Han virkede derefter som skuespiller ved Norrbottensteatern og Stockholms stadsteater, indtil han i 1987 blev en del af det faste ensemble ved Kungliga Dramatiska Teatern. Han er bl.a. kendt fra rollen som Bruno Anderhage i Lasse Åbergs film og som kriminalteknikeren Nyberg i
Wallander-serien.

## Filmografi i udvalg
- Fanny og Alexander (1982)
- Moa (1986)
- Jim og piraterne (1987)
- Guldpigen (kortfilm, 1989)
- Vildanden (tv-serie, 1989)
- 1939 (1989)
- Storstad (tv-serie, 1990-1991)
- Den ufrivillige golfspiller (1991)
- Kan du fløjte Johanna? (1994)
- Monopol (1996)
- Kuropholdet (1999)
- Fødselsdagen (2000)
- Ondskab (2003)
- Belinder auktioner (tv-serie, 2003)
- Kommissionen (tv-serie, 2005)
- Wallander (tv-serie, 2005-2013)
- Min kones første elsker (2006)
- Labyrint (tv-serie, 2007)
- LasseMajas detektivbureau - Kamæleonens hævn (2008)
- Flimmer (2012)
- Røde ulv (2012)
- Inkognito (tv-serie, 2013)
- Sthlm Rekviem (tv-serie, 2018)